# Molophilus (Molophilus) yabbie
Molophilus (Molophilus) yabbie is een tweevleugelige uit de familie steltmuggen (Limoniidae). De soort komt voor in het Australaziatisch gebied.